# (70679) Urzidil
(70679) Urzidil (1999 UV3) – planetoida z pasa głównego asteroid okrążająca Słońce w ciągu 4,28 lat w średniej odległości 2,63 j.a. Odkryta 30 października 1999 roku.